# نعيم وردك
محمد نعيم وردك (1985) هو أحد المتحدثين الحاليين باسم طالبان في مكتب قطر منذ عام 2020. كما شغل سابقًا نفس المنصب من 2013 إلى 2015.

## نشأته
ينتمي وردك إلى مقاطعة تشاك التابعة لولاية وردك. تلقى تعليمه المبكر في مدرسة محلية في قرية تشاك، ثم التحق بجامعة ننكرهار في جلال أباد وحصل على درجة البكالوريوس. ثم التحق بالجامعة الإسلامية العالمية في إسلام آباد للحصول على درجة الماجستير ثم حصل على الدكتوراه في وقت لاحق باللغة العربية. كما درس لفترة قصيرة في دار العلوم حقانية، حيث درس الحديث والفقه. وهو أول زعيم بطالبان يحصل على درجة الدكتوراه.

## المتحدث الرسمي
عندما افتُتح أول مكتب سياسي لطالبان في قطر عام 2013، أصبح متحدثًا رسميًا به. وعمل كل من وردك وسهيل شاهين كمتحدثين رسميين في نفس الوقت حتى عام 2015. وفي عام 2018 أصبح جزءًا من مكتب قطر مرة أخرى واستقر هناك منذ ذلك الحين. وفي سبتمبر 2020، أعيد تعيينه متحدثًا باسم المكتب السياسي لحركة طالبان في الدوحة.